# Christian Sturm (Sänger)

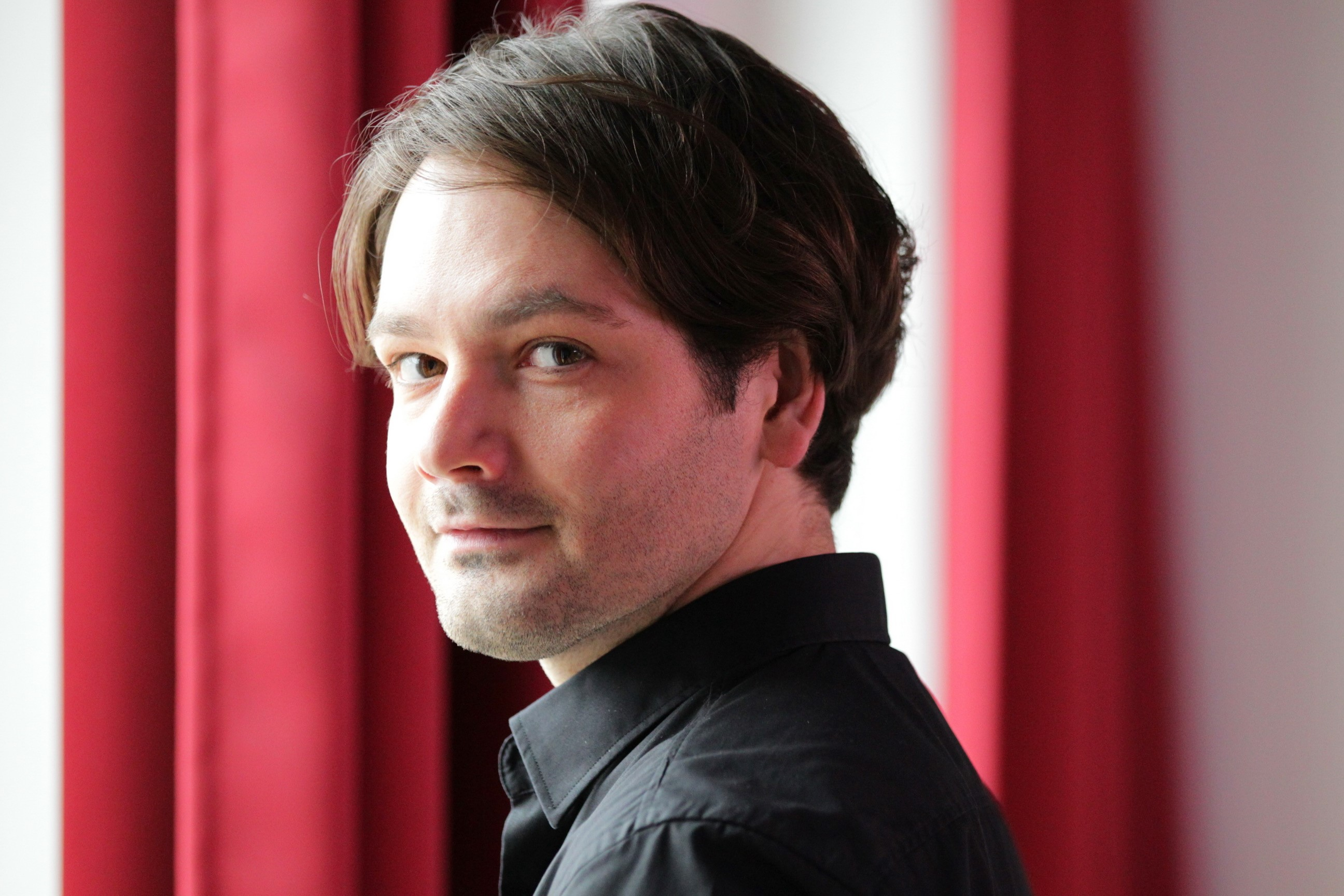
Christian Sturm, 2021

Christian Sturm (* 18. Januar 1978 in Andernach) ist ein deutscher Opernsänger (Tenor).

## Leben

### Ausbildung
Er studierte zunächst an der Universität für Musik und darstellende Kunst Graz und wechselte dann an die Hochschule für Musik und Theater München, wo er Operngesang bei Daphne Evangelatos und Josef Loibl und Konzertgesang bei Christian Gerhaher und Helmut Deutsch studierte. Zusätzlich genoss er eine umfangreiche Ausbildung an der Bayerischen Theaterakademie August Everding im Prinzregententheater in München. Schon während des Studiums wurde er ans Gärtnerplatztheater in München, an das Landestheater Coburg und an die Oper in Koblenz engagiert.

### Laufbahn
Seit der Spielzeit 2009/10 ist er festes Ensemblemitglied der Wuppertaler Bühnen.
Zusätzliche Engagements hatte er seit 2010 am Nationaltheater Weimar, an der Deutschen Oper am Rhein in Düsseldorf/Duisburg, an der Oper in Dortmund, am Staatstheater Wiesbaden, am Cuvilliés-Theater in München, sowie in Zürich, Basel, Winterthur, am Trier, an der Israeli Opera sowie am Teatro Colón. Er sang unter anderem auch in Österreich bei den Opernfestspielen St. Margarethen und beim Richard Wagner Festival Wels, bei dem er seitdem jedes Jahr auftritt.
Aufnahmen für den WDR, HR und den ORF liegen vor.